# Bob Wallace
Bob Wallace (Arlington, Virginia, 29 de mayo de 1949 - San Rafael, California, 20 de septiembre de 2002) fue un diseñador y director de producción estadounidense, creador del término shareware.
Fue uno de los miembros de Microsoft en su etapa inicial (si bien no participó de la fundación), abandonando tempranamente la empresa, allá por 1983. Es el creador del término shareware, que designa a un tipo de comercialización del software desconocido hasta entonces, que no es ni la distribución gratuita y de código abierto, ni la típica venta normal.
Más tarde, se dedicó a la investigación del desarrollo de drogas psicodélicas. Murió de neumonía en San Rafael, en 2002, con una fortuna estimada de cinco millones de dólares.
- Datos: Q92661